# Chamaeanthus
Chamaeanthus är ett släkte av orkidéer. Chamaeanthus ingår i familjen orkidéer.
Kladogram enligt Catalogue of Life:
| Chamaeanthus | \| \| Chamaeanthus brachystachys \| \| \| \| \| \| Chamaeanthus wenzelii \| \| \| \| |
|              | \| \| Chamaeanthus brachystachys \| \| \| \| \| \| Chamaeanthus wenzelii \| \| \| \| |
|              | Chamaeanthus brachystachys                                                           |
|              |                                                                                      |
|              | Chamaeanthus wenzelii                                                                |
|              |                                                                                      |